# Sébastien de Salamanque
Sébastien de Salamanque (en latin : Sebastianus Salmanticensis ; en espagnol : Sebastián de Salamanca) est un ecclésiastique et chroniqueur espagnol du IXe siècle. 
Évêque de Salamanque, il est l'auteur d'une chronique allant de l'avènement du roi wisigoth Wamba en 672, au règne du roi des Asturies Ordoño Ier (850-866). Rédigée en latin, cette chronique intitulée Chronicon Sebastiani aurait, selon Enrique Flórez, été écrite à la demande du roi des Asturies Alphonse III.